# 迪安·凯利
梅尔文·迪安·凯利（英語：Melvin Dean Kelley，1931年9月23日—1996年1月13日），美国篮球运动员，曾代表美国参加1952年夏季奥运会男子篮球比赛，并获得金牌。
他是1960年夏季奥运会男子篮球比赛金牌得主艾伦·凯利的兄弟。